# Imadadim de Ispaã
Maomé Imadadim/Imadaldino de Ispaã (em árabe: Muhammad Imad ad-Din al-Isfahani; em latim: Imadaldinus; Ispaã, 1125 - Damasco, 1201) foi escritor e historiador persa que narrou as cruzadas do ponto de vista muçulmano. Foi secretário do sultão aiúbida Saladino.